# Elizeusz (Germain)
Elizeusz, imię świeckie Nicolas Germain (ur. 16 kwietnia 1972 w Paryżu) – francuski biskup prawosławny służący w jurysdykcji Rosyjskiego Kościoła Prawosławnego. 

## Życiorys
W latach 1978–1986 kształcił się w szkole parafialnej przy soborze św. Aleksandra Newskiego w Paryżu. W latach 1978–1994 był w tejże świątyni ministrantem. Następnie studiował w Instytucie Teologicznym św. Sergiusza w Paryżu. 24 czerwca 1994 został przyjęty jako posłusznik do monasteru św. Sylwana z Atosu w Saint-Mars-de-Locquenay. 6 grudnia 1995 złożył śluby mnisze w riasofor, a 8 września 1998 – wieczyste śluby mnisze, przyjmując imię Elizeusz na cześć proroka Elizeusza.
W latach 2001–2011 pracownik administracyjny w Komitecie ds. utrzymania rosyjskich grobów prawosławnych na rosyjskim cmentarzu w Sainte-Geneviève-de-Bois, był również katechetą w szkole parafialnej przy soborze św. Aleksandra Newskiego w Paryżu.
24 kwietnia 2005 przyjął chirotesję lektorską, następnie został również hipodiakonem. 7 sierpnia 2005 arcybiskup Komany Gabriel wyświęcił go na hierodiakona, kierując go równocześnie do służby w parafii Trójcy Świętej (w krypcie soboru św. Aleksandra Newskiego) w Paryżu. 18 września 2005 arcybiskup Gabriel wyświęcił go na hieromnicha. 
19 marca 2010 został mianowany proboszczem parafii św. Serafina z Sarowa w Chelles.
W 2013 został powołany na członka Trybunału kościelnego na kadencję do 2016, jednak 23 czerwca 2015 odwołano go ze stanowiska. 1 sierpnia 2014 został mianowany proboszczem parafii Trójcy Świętej w Paryżu w krypcie soboru św. Aleksandra Newskiego, a 1 września tego samego roku zwolniony z funkcji proboszcza parafii św. Serafina z Sarowa w Chelles.
12 września 2015 decyzją arcybiskupa Hiobа  został odznaczony prawem noszenia krzyża z ozdobami z okazji 10-lecia chirotonii kapłańskiej.
27 listopada 2018 r. Święty Synod Patriarchatu Konstantynopolitańskiego zlikwidował Zachodnioeuropejski Egzarchat Parafii Rosyjskich. Po tym w egzarchacie doszło do konfliktu i podziału – zwierzchnik administratury arcybiskup Jan (Renneteau) oraz nieco ponad połowa jego struktur postanowiła przejść w jurysdykcję Rosyjskiego Kościoła Prawosławnego, pozostałe opowiadały się za zachowaniem dotychczasowej. 7 października 2019 r. Święty Synod postanowił przyjąć w skład Rosyjskiego Kościoła Prawosławnego wszystkie placówki duszpasterskie uznające zwierzchnictwo Jana, tworząc z nich nową administraturę – Arcybiskupstwo Zachodnioeuropejskich Parafii Tradycji Rosyjskiej. Arcybiskupa Jana poparł również hieromnich Elizeusz, który 15 września tego samego roku wziął udział w uroczystym nabożeństwie, na którym arcybiskup Jan po raz pierwszy wspominał patriarchę moskiewskiego i całej Rusi Cyryla jako swojego zwierzchnika. 6 października 2019 został podniesiony do godności igumena.
24 stycznia 2020 na zgromadzeniu generalnym Arcybiskupa został wskazany jako kandydat na biskupa (otrzymał 121 głosów na 132). 11 marca tego samego roku Święty Synod Rosyjskiego Kościoła Prawosławnego zatwierdził elekcję, określając jego przyszły tytuł biskupi – biskup rieutowski. 
12 kwietnia 2020 w soborze Aleksandra Newskiego w Paryżu otrzymał godność archimandryty. Jego chirotonia biskupia odbyła się 28 czerwca 2020 r. w soborze św. Aleksandra Newskiego w Paryżu.